# Feuerwehr Kaiserslautern
Die Feuerwehr Kaiserslautern besteht aus hauptamtlichen und ehrenamtlichen Kräften. Als öffentliche Feuerwehr ist ihr Träger die Stadt Kaiserslautern. Sie beschäftigt insgesamt 320 aktiv ehrenamtliche und hauptamtliche Feuerwehrmänner und -frauen, die auf über 50 Einsatzfahrzeugen aller Art ausrücken.

## Berufsfeuerwehr
Die hauptamtlichen Kräfte besetzen den so genannten ersten Löschzug der Stadt, welcher auf der Hauptfeuerwache untergebracht ist. Dabei handelt es sich aktuell um vier Einsatzfahrzeuge (ein Löschgruppenfahrzeug [46], ein Pulvertanklöschfahrzeug 4000 [25], ein Einsatzleitwagen [11-1] und eine Drehleiter mit Korb 23-12 [34-1]), die bei Einsätzen zuerst ausrücken. Je nach Einsatzlage können anstelle dieser Fahrzeuge auch andere ausrücken, die zunächst ebenfalls von den hauptamtlichen Kräften besetzt werden.
Der hauptamtliche Teil der Feuerwehr Kaiserslautern besteht aus ca. 116 Beamten, die sich in drei Wachabteilungen aufteilen, welche jeweils in 24-Stundenschichten die Einsätze bewältigen, sowie mehrere Disponenten der Leitstelle und die Wehrverwaltung.

## Ehrenamtliche Kräfte
Im ehrenamtlichen Teil der Feuerwehr Kaiserslautern sind rund 220 Personen tätig. Diese sind auf drei Verbände verteilt.
Der Verband Mitte, der für die Innenstadt zuständig ist, besteht aus vier Löschzügen, die in der Hauptfeuerwache untergebracht sind. Die Alarmierungsbereitschaft dieser vier Züge rotiert im wöchentlichen Rhythmus. Bei größeren Einsätzen im Stadtgebiet oder nachts wird der komplette Zug alarmiert. Bei Einsätzen tagsüber wird die sogenannte Tagesalarmschleife ausgelöst. Diese betrifft die Kräfte aller vier Züge, die auch tagsüber verfügbar sind. Da die Kräfte des Verbands Mitte vor allem die Berufsfeuerwehr unterstützen, sind sie auf nahezu allen Fahrzeugen der Hauptfeuerwache ausgebildet.
Der Verband Nord und der Verband Süd bestehen aus weiteren Zügen, die in mehreren Ortsteilen der Universitätsstadt stationiert sind. Dazu gehören die Züge Dansenberg, Erfenbach, Erlenbach, Hohenecken, IG-Nord, Mölschbach, Morlautern und Siegelbach. Diese arbeiten prinzipiell autark und werden bei Bedarf durch Kräfte aus der Innenstadt unterstützt. Jeder dieser Züge verfügt über mindestens ein wasserführendes Löschfahrzeug, das bei einigen Zügen noch durch weitere Einsatzfahrzeuge ergänzt wird. Die Züge in den Ortsteilen Dansenberg und Mölschbach sind in ein First-Responder-System eingebunden. Dabei rückt die Feuerwehr zu zahlreichen medizinischen Notfällen aus, um die Zeit bis zum Eintreffen des Notarztes zu überbrücken.

## Jugendfeuerwehr
Neben der aktiven Einheit unterhält die Freiwillige Feuerwehr in Kaiserslautern eine Jugendfeuerwehr bestehend aus Jugendlichen im Alter von 10 bis 18 Jahren (diese treffen sich auf der Hauptwache), die sich für Feuerwehr interessieren, aber noch zu jung für den aktiven Einsatzdienst sind.

## Geschichte
Kaiserslautern, welches im Mittelalter schon über eine Stadtmauer und Gräben zur Verteidigung gegen Angreifer verfügte, wurde regelmäßig von schweren Feuersbrünsten heimgesucht. Wie zu diesem Zeitpunkt die Feuerlöscheinrichtungen organisiert waren, ist heute jedoch nicht mehr rekonstruierbar. Deshalb beginnt die Geschichte des Brandschutzes in Kaiserslautern mit dem Türmereid in der Übergangszeit zwischen Mittelalter und Neuzeit.

### 16. und 17. Jahrhundert
Die älteste erhaltene Feuerlöschordnung entstammt den Ratsprotokollen von 1597. Der Türmereid verpflichtete die Wachen auf den Türmen nicht nur bei Angriffen, sondern auch bei Bränden Alarm zu schlagen. Anschließend musste die Torwache zur Stiftskirche laufen und die Sturmglocke läuten. Entsprechend der militärischen Organisation war nun jedem Bürger seine Funktion zugewiesen. Dieser musste sich mit einer Armatur auf dem Rathaus melden und wurde dann der Rotte zugewiesen, der seine Zunft zugeteilt war. Jede Zunft musste im Notfall ihren Stadtturm und ihr Stadttor besetzen und vorm Rathaus Stellung nehmen, da zur damaligen Zeit häufig Brände gelegt wurden, um die Stadt in ihrer Verwirrung zu überrumpeln und auszurauben. Zur Ausleuchtung der Feuerstelle wurden damals Pechkränze entzündet; die Bauzunft brachte Leitern aus der ganzen Stadt zusammen, um damit die Dächer der benachbarten Häuser zu besteigen und abzudecken. Das Dach des brennenden Hauses selbst wurde mit Einreißhaken herabgerissen und mit Wasser aus Eimern abgelöscht.
Nach Ausbruch des Dreißigjährigen Krieges wurden die Festungswerke von Kaiserslautern ausgebaut, um auch Artilleriebeschuss standhalten zu können, zu diesem Zeitpunkt wurde eine erste Feuerspritze beschafft. Als Kaiserslautern vom 17. Juli bis zum 20. Juli 1635 durch kroatischen General Hatzfeld beschossen wurde, brannte die Stadt komplett nieder. Die wenigen Überlebenden, denen die Flucht in die nahen Waldgebiete gelungen war, kehrten erst nach sechs Wochen zurück und begannen mit dem Wiederaufbau. Am 23. Februar 1663 ordnete der Bürgermeister an, so viele Löscheimer wie möglich zu beschaffen, um die katastrophalen Bedingungen etwas aufzubessern und Schornsteine vierteljährlich zu reinigen. Ab damals traten auch wieder die alten Feuerlöschordnungen in Kraft.

### 18. Jahrhundert
Im Jahr 1736 wurde wieder ein Ratsmitglied zum Baumeister gewählt, welchem auch die Löschgeräte, wie Eimer, Bütten, Haken, Leitern und die Feuerspritze, die vermutlich auf Anordnung der damaligen französischen Verwaltung beschafft wurde, unterstellt. 1741 trat eine strenge Brandschutzordnung in Kraft, welche hohe Haft- und Geldstrafen auf das Hantieren mit brennenden Pfeifen im Stall oder das Verwenden von offenem Licht, Kien- oder Strohfackeln auf offener Straße androhte. Am 23. Juli 1766 wurde eine Feuerschau eingerichtet, welche alle Feuerungsanlagen zu besichtigen und bei Mängeln zu zerstören hatte. Außerdem wurde eine Geldbuße von 40 Gulden ausgesetzt, für Bürger die auf fahrlässige Weise einen Brand verursachten.
Auf Anraten des von der kurfürstlichen Regierung gesandten Hofmechanikers Beiser im Jahr 1774 wurden weitere Feuerspritzen beschafft, so dass Kaiserslautern 1785 zwei große und mehrere kleine Spritzen vorweisen konnte. Damals wurde die Bevölkerung auch zur Bekämpfung von Waldbränden verpflichtet, sofern sie nicht zur Verteidigung der Stadt eingesetzt waren. Wer sich dem widersetzte, wurde zur Strafe angezeigt. Außerdem wurde das Rauchverbot in Ställen auf ein allgemeines Rauchverbot auf der Straße ausgeweitet. Im Jahr 1786 wurde dann erneut eine Feuerschau durchgeführt, bei welcher immer noch zahlreiche Mängel an den Feuerstellen in den Häusern festgestellt wurden.

### 19. Jahrhundert
Ab dem Jahr 1815 ist bekannt, dass in Kaiserslautern die Gebrauchsfähigkeit der Feuerleitern amtlich festgestellt werden musste. Aus dem gleichen Zeitraum gibt es auch Berichte über zahlreiche Neuanschaffungen von Löscheimern. 1816 ging Kaiserslautern zurück an sein altes Herrscherhaus, welches den damaligen Polizeikommissar Müllinghoff mit der Berichterstattung über das städtische Löschwesen beauftragte. Ebendieser beantragte auch die Anschaffung eines Gerätewagens zum Transport der Löscheimer, sowie die Neuformierung der Löschmannschaften. Diese auf das Jahr 1823 zurückgehende Organisationsform war auch Vorbild für die spätere Entwicklung der Freiwilligen Feuerwehr.
Im August des Jahres 1858 wurde dann die Städtische Feuerwehr Kaiserslautern unter ihrem heutigen Namen gegründet. In dieser Zeit – Mitte des 19. Jahrhunderts – traten vermehrt Sportvereine und junge Männer in das Löschwesen ein, die von Wanderungen und Reisen Eindrücke von Feuerwehren anderer Städte gesammelt hatten. Kaiserslautern durfte seine Löschordnungen vorerst behalten, allerdings wurde streng gegen Verweigerer vorgegangen, sodass die Feuerwehr schlagkräftig war. Zum Wandel des Kaiserslauterer Feuerlöschwesens kam es, nachdem 1890 auf allen größeren Kreuzungen Unterflurhydranten vorhanden waren, welche auch im Winter betriebsbereit gehalten wurden. Die Feuerwehr wurde in vier Kompanien eingeteilt und neu uniformiert. Zur selben Zeit entstanden auch Werkfeuerwehren in der Kammgarnspinnerei, in der Nähmaschinenfabrik G. M. Pfaff AG und in der Pfälzische Nähmaschinen- und Fahrradfabrik vormals Gebrüder Kayser AG.

### 1900–1933
Am Wochenende des ersten und zweiten August 1908 wurde das fünfzigjährige Jubiläum der Gründung gefeiert. Ab etwa dem Jahr 1900 waren die öffentlichen Gebäude mit Feuerlöscheinrichtungen ausgestattet, das Theater sogar mit einer Berieselungsanlage. Somit konnte die Freiwillige Feuerwehr Kaiserslautern bis zum Ersten Weltkrieg das Einsatzaufkommen sicher bewältigen. Der Erste Weltkrieg lichtete die Reihen der Feuerwehrleute und das Gerät veraltete, an Ersatz war wegen der Inflation nicht zu denken. Der Erste Weltkrieg brachte jedoch die Motorisierung schnell voran, sodass bereits im Frühjahr 1923 die erste Daimler-Motorspritze angeschafft und in Dienst gestellt werden konnte. Nach und nach wurden weitere Geräte beschafft.
In den Jahren 1926/1927 erhielt dann die Feuerwehr Kaiserslautern ihre ständige Feuerwache. Bei einem Alarm standen acht bis zehn Männer sofort zur Verfügung, zu deren Verstärkung noch die vier Züge der Freiwilligen Feuerwehr durch eine Glockenanlage gerufen werden konnte. Die Feuerwehr erhielt nun eine modernere Schutzausrüstung, darunter auch Atemschutzgeräte.

### 1933–1955

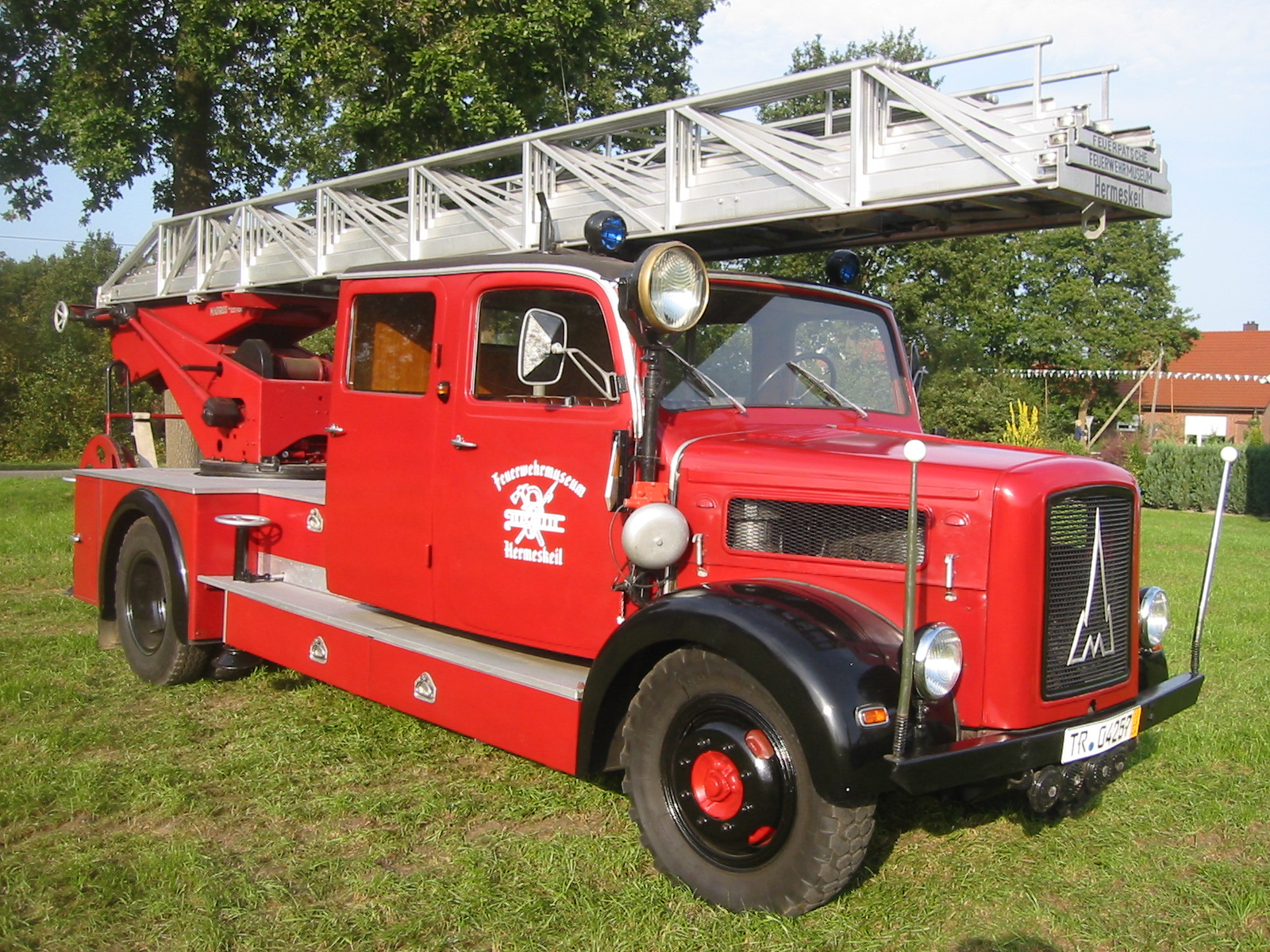
Drehleiter der BF Kaiserslautern von 1952, heute Rheinland-Pfälzisches Feuerwehrmuseum Hermeskeil

Die Feuerwehr Kaiserslautern war von den politischen Umwälzungen und Gleichschaltungen des NS-Regimes zunächst nicht betroffen und konnte zunächst entsprechend ihrem alten Wahlspruch „Gott zur Ehr', dem Nächsten zur Wehr“ weiter operieren. Erst das Luftschutzgesetz aus dem Jahr 1935 führte zur Änderung des Feuerlöschgesetzes und zur Verschmelzung von Feuerwehr und Polizei. Im Jahr 1937 wurde die Freiwillige Feuerwehr dann in Feuerlöschpolizei umbenannt und mit dem Gesetz über das Feuerlöschwesen am 23. November 1939 endgültig mit der Polizei gleichgeschaltet. Durch die Mobilmachung am 26. August 1939 wurden weite Teile der Feuerwehr in die Wehrmacht gerufen, der übrig gebliebene Rest wurde durch Ersatzleute, die Jugendfeuerwehr und ab dem Jahr 1943 durch eine uniformierte und gut ausgebildete Frauenfeuerwehr ergänzt. Die Feuerlöschpolizei Kaiserslautern kam insbesondere ab dem Jahr 1944 bei den Bombardierungen Kaiserslauterns mit Brandbomben zum Einsatz, wobei fünf Kameraden ihr Leben verloren und zahlreiche weitere schwer verletzt wurden. Kurz vor der Einnahme Kaiserslauterns durch die Amerikaner, erging der Befehl an die Feuerlöschpolizei, die Löschfahrzeuge über den Rhein in Sicherheit zu bringen. Am 19. Mai 1945 konnten sie alle wohlbehalten nach Kaiserslautern zurückkehren.
Nach der Kapitulation wurde direkt mit dem Wiederaufbau begonnen, wobei der Brandschutz zunächst nur mit improvisatorischen Mitteln aufrechterhalten wurde. Dennoch wurde die Feuerwache schnell wiederhergestellt, und auch die schwer beschädigte Fernmeldeanlage nahm Ende 1946 ihren Betrieb wieder auf. Die ehemaligen Mitglieder der Freiwilligen Feuerwehr konnten jedoch nur zum Teil zurückkehren, da die Feuerlöschkraft für Kaiserslautern auf 64 Mann beschränkt wurde.

### Seit 1955
Durch das zunehmende Einsatzaufkommen, welches die Freiwillige Feuerwehr neben ihrer Berufstätigkeit verrichten musste, wurde am 11. Dezember 1953 bei einer Sitzung der Branddirektion die Gründung einer hauptamtlichen Abteilung vorgeschlagen und am 15. Juli 1954 beschlossen. Sie erfolgte am 1. Januar 1955. Künftig rückte bei Einsätzen grundsätzlich der erste Löschzug der Berufsfeuerwehr aus, während die Freiwillige Feuerwehr zum Besetzen der Feuerwache und Herstellen der erneuten Ausrückebereitschaft gerufen wurde.
Da die Männer der Freiwilligen Feuerwehr über das gesamte Stadtgebiet verteilt wohnten und Telefone damals noch selten waren, stellte sich dabei immer das Problem der Alarmierung. Gelöst wurde dies in den 1970er Jahren durch den Alarmwecker. Um die Zeit nach dem Ausrücken des ersten Löschzuges bis zum Besetzen der Feuerwache, durch die meist zu Fuß kommende Freiwillige Feuerwehr, zu verkürzen, wurden Wohnhäuser für die ehrenamtlichen Kräfte gebaut, deren Bewohner als „schnelle Verstärkung“ geplant waren. Auf den Gängen dieser Häuser war ein Lautsprecher angebracht, über den der Leitstellen-Disponent die freiwilligen Helfer direkt alarmieren konnte.
In den Jahren 1970 bis 1974 wurde das Personal der Berufsfeuerwehr aufgestockt, was die Einführung des Dreischichtsystems erlaubte, die durch Arbeitszeitverkürzungen notwendig war. Die Arbeitszeit betrug nun 56 Stunden pro Woche. Deswegen, sowie aufgrund steigender Einsatzzahlen und höherer Anforderungen wuchs die Zahl hauptberuflicher Kräfte weiter an.
Mit der Auflösung des zivilen Bevölkerungsschutzes kamen Anfang der 1970er Jahre weitere 50 Mitglieder dieser Einheit mit ihren Fahrzeugen und Geräten zur Freiwilligen Feuerwehr. Die Unterbringung dieser Bundfahrzeuge in der damaligen Feuerwache war nicht möglich, so dass diese in der damals noch in erbärmlichen Zustand befindlichen Kartoffelhalle abgestellt wurden.
Mit der Eingemeindung von Dansenberg, Erlenbach, Erfenbach, Hohenecken, Morlautern, Mölschbach und Siegelbach im Jahre 1969, die mit Ausnahme von Dansenberg über eine gut ausgestattete und ausgebildete Freiwillige Feuerwehr verfügten, erhöhte sich die Zahl der ehrenamtlichen Feuerwehrmänner in Kaiserslautern auf rund 230. Um den unterschiedlichen Ausbildungsständen dieser inzwischen elf Züge zählenden Freiwilligen Feuerwehr gerecht zu werden, wurde eine einheitliche Ausbildung beschlossen. Mit dem Bau der neuen Feuerwache konnten dann ehren- und hauptamtliche Kräfte ihre Fahrzeuge gemeinsam unterbringen und hatten hinreichend Räumlichkeiten zur Ausbildung und für kameradschaftliche Veranstaltungen zur Verfügung. Die Alarmwecker wurden zwischenzeitlich durch Funkmeldeempfänger des Typs Motorola Pageboy II ersetzt, die bis heute noch im Einsatz sind.
Die Feuerwehr Kaiserslautern blieb bisher von größeren Katastropheneinsätzen verschont. Auch bei der Flugtagkatastrophe im nahen Ramstein rückte die städtische Feuerwehr nicht an. Ihren größten Einsatz erlebte sie während der Fußball-Weltmeisterschaft 2006, wo Kaiserslautern einer der Austragungsorte der Spiele war. Unterstützt durch zahlreiche Feuerwehren aus der näheren und ferneren Umgebung wurden in Kaiserslautern mehrere Feuerwehrstandorte (unter anderem eine zweite Hauptfeuerwache im Osten der Stadt) eingerichtet, von wo aus die Einsatzkräfte hätten schnell zu Unglücken anrücken können. Glücklicherweise stieg das Einsatzaufkommen während der Weltmeisterschaft nicht nennenswert an.

## Leitstelle
Bis zum Jahr 1995 wurde die Leitstelle der Feuerwehr von Einsatzbeamten aus den Wachabteilungen besetzt, erst dann wurde der heute gültige Vierschichtplan mit Zwölfstundenschichten eingeführt. Der Dienstplan wird von den Disponenten in Eigenverantwortung aufgestellt. Die integrierte Leitstelle, die seit 2005 besteht, ist je nach voraussichtlicher Einsatzlage mit drei bis sechs Disponenten, die jeweils zur Hälfte vom Rettungsdienst (ASB und DRK) und der Feuerwehr gestellt werden, besetzt. Insgesamt gibt es in der Integrierten Leitstelle acht Disponentenarbeitsplätze und fünf Ausnahmeabfrageplätze, außerdem sind noch vier Ausnahmeabfrageplätze im Kaiserslauterer Rathaus untergebracht.

## Spezialeinheiten

### Höhenrettung
Die Höhenrettungsgruppe der Feuerwehr Kaiserslautern wurde 1997 gegründet; sie besteht aus zwölf Höhenrettern und acht Ausbildern. Diese Spezialeinheit der Feuerwehr dient einerseits zum Ausbilden der übrigen Feuerwehr im Bereich der Absturzsicherung und bewältigt andererseits diverse Rettungs- und Hilfsmaßnahmen in derart exponierten Lagen, dass sie mit herkömmlichen Mitteln (wie Drehleitern) nicht bewältigt werden können. Vorwiegende Einsatzfahrzeuge der Höhenrettungsgruppe sind eine Drehleiter und ein Mannschaftstransportfahrzeug.

### Rettungstaucher
Die Feuerwehr Kaiserslautern betreibt eine Rettungstauchergruppe, welche dem Wasserrettungszug angehört und sich ausschließlich aus Einsatzbeamten der Feuerwehr rekrutiert. Ihre Geschichte begann im Jahr 1969, als die Feuerwehr ein nicht genormtes Tauchgerät beschaffte und die derartigen Tauchgänge vom Amtsleiter und dem damaligen Oberbürgermeister untersagt wurden. Dieses Tauchverbot blieb bis 1971 in Kraft, als der Auftrag eine Taucherstaffel bei der Feuerwehr aufzustellen erging. Im selben Jahr wurden drei Beamte der Feuerwehr zu Tauchern ausgebildet, ein weiterer Taucher wurde eingestellt, er besaß bereits von der Marine einen Tauchschein. Im Jahr 1972 verfügte man damit über fünf ausgebildete Feuerwehrtaucher. 1972 wurde die Staffel um drei weitere Kräfte zu einer Gruppe erweitert. Seit 2001 darf die Feuerwehr Kaiserslautern, in Kooperation mit der Landesfeuerwehr- und Katastrophenschutzschule in Koblenz, selbst Taucher ausbilden.
Im Jahr 1974 wurde von der Feuerwehr ein selbst gebautes Wasserrettungsfahrzeug, aus dem Fahrgestell eines Tanklöschfahrzeugs und einem Kastenaufbau, welchen die Deutsche Bundespost spendete, in Dienst gestellt. Dieses Fahrzeug konnte sowohl die gesamte Ausrüstung aufnehmen, als auch ein Umziehen der Taucher schon auf der Einsatzfahrt erlauben. Im Jahr 1987 wurde dieses Fahrzeug durch einen Abrollbehälter ersetzt. Dieser Container bietet Platz für neun Taucher, ihre komplette Ausrüstung sowie ein Schlauchboot. Die Tauchergruppe sieht ihre Aufgabe zwar in der Menschenrettung, leider kommt es bei über 90 % der Einsätze nur noch zur Leichenbergung.

### SbE-Team
Das SbE-Team (Stressbearbeitung nach belastenden Einsätzen) in Kaiserslautern besteht aus Mitarbeitern der Feuerwehr, des Rettungsdienstes und des Notfallseelsorgeteams. Gegründet wurde die Gruppe infolge des Flugtagunglücks von Ramstein, mit dem Ziel die psychosozialen Auswirkungen traumatischer Ereignisse bei Einsatzkräften zu verringern und einer Posttraumatischen Belastungsstörung vorzubeugen. Somit dient das SbE-Team nicht nur Einsatzkräften der Feuerwehr, sondern auch dem Leitstellenpersonal, den Notfallseelsorgern, den Katastrophenschutzeinheiten, der Polizei, dem Rettungsdienst, dem Technischen Hilfswerk, sowie dem Führungspersonal.

### Notfallseelsorge
Das Notfallseelsorgeteam besteht in Kooperation der Feuerwehr Kaiserslautern und den Kirchen beider Konfessionen. Es wurde wie auch das SbE-Team infolge des Flugtagunglücks von Ramstein gegründet. Sein Einsatzspektrum erstreckt sich auf:
- Betreuung von unverletzten, verletzten und sterbenden Beteiligten an einem Unfallort
- Unterstützung von Einsatzkräften bei besonders schweren Unfällen
- Akutbetreuung von Einsatzkräften
- In Zusammenarbeit mit der Polizei Überbringung von Todesnachrichten
- Durchführung kirchlicher Rituale am Unfallort oder im häuslichen Bereich
- Intervention bei akuter Suizidgefahr[15]

### Brandschutzerziehung
Die Brandschutzerziehungsgruppe der Feuerwehr Kaiserslautern besteht aus 18 Kräften, welche Brandschutzerziehung gegen Ende der Kindergartenzeit, in der 3./4. Klasse, sowie in der Klassenstufe 9/10 betreiben. Die Feuerwehr nimmt hier eine vorwiegend beratende Funktion ein und unterstützt die Lehrer und Erzieher mit Materialien oder auch mit speziellen Seminaren.

### First-Responder
Ein neues Konzept in Kaiserslautern ist die Einbindung der Feuerwehr in den Rettungsdienst, welches seit dem Jahr 2005 zunehmend umgesetzt wird. Dies betrifft in erster Linie die freiwilligen Feuerwehreinheiten der Ortsteile, welche bereits als First-Responder-Gruppe eingesetzt werden oder sich noch in Ausbildung befinden. Zusätzlich zu ihrer normalen Feuerwehrausbildung haben diese die Sanitätslehrgänge A und B absolviert, sowie eine Ausbildung auf Laiendefibrillatoren genossen. Sie kommen immer dann zum Einsatz, wenn der Notarzt in ihren Ausrückebereich gerufen wird.

### Umweltlöschfahrzeug / Universal-Löschfahrzeug
Das erste Umweltlöschfahrzeug (ULF) ist ein im Jahr 2003 in Dienst gestelltes und damals in Deutschland einzigartiges Sonderlöschfahrzeug, bei dem die Funktionen eines Sonderfahrzeuges zur Ölspurbeseitigung mit feuerwehrtechnischem Gerät für Erstmaßnahmen im Bereich Brandbekämpfung und technische Hilfeleistung ergänzt wurde. Zudem sollte, im Gegensatz zu den umgebauten Kehrmaschinen wie z. B. bei der Feuerwehr Mannheim, die Optik eines „echten“ Feuerwehrfahrzeuges erreicht werden.
Das Fahrgestell ist ein 11-Tonner der Firma MAN. Die Reinigungsaggregate werden von einem 85 KVA-Generator angetrieben. So kann bei größeren Schadenslagen für die Bereitstellung von elektrischem Strom gesorgt werden. Des Weiteren hat das Umweltlöschfahrzeug einen vier Meter hohen, ausfahrbaren Lichtmast. Das Fahrzeug enthält weiterhin eine Feuerlöschkreiselpumpe und einen Frischwassertank von zirka 2000 Liter. Bis zu 200 bar Druck stehen für die Reinigung der Fahrbahn zur Verfügung. Wasser und Hochdruck werden auch für Löschzwecke genutzt. Über zwei Löschlanzen kann das Wasser variabel abgegeben werden. Später wurde von der Taktik abgerückt, Kleinbrände und kleine Verkehrsunfälle nur mit diesem Fahrzeug abzuarbeiten. Dementsprechend wurden auch unnötig gewordene Beladungsgegenstände entfernt.
Im Jahr 2005 wurde das Fahrzeug auf der Messe Interschutz in Hannover ausgestellt.
Im Jahr 2011 wurde ein zweites ULF in Dienst gestellt. Die Anschaffung war durch längere Einsatz- und Nachrüstzeiten, sowie die erhöhte Mängelhäufigkeit des ersten experimentellen Fahrzeuges notwendig. Diesmal wurde ein deutlich kleineres 7,5-Tonnen-Fahrgestell von Mitsubishi ausgewählt. Der Frischwassertank fasst 2000 Liter, für die Fahrbahnreinigung steht ein Druck von 275 bar zur Verfügung. 2013 wurde das alte ULF an die Feuerwehr Winnweiler abgegeben.

### Einheiten des Katastrophenschutzes
Gemäß § 19 Landesbrand- und Katastrophenschutzgesetz (LBKG) setzen die Landkreise und kreisfreien Städte zur Erfüllung ihrer Aufgaben im Katastrophenschutz in erster Linie die öffentlichen und privaten Einheiten des Katastrophenschutzes ein.
Öffentlichen Einheiten, werden von der Stadt Kaiserslautern, als juristische Person des öffentlichen Rechts selbst gestellt. Es handelt sich dabei um Führungs-, Brandschutz- und technischen Hilfe-Einheiten der Berufs- bzw. der Freiwilligen Feuerwehr Kaiserslautern.
Die Schnelleinsatzgruppen (SEG) in den Bereichen Sanitätsdienst, Betreuungsdienst und Versorgung werden durch private Katastrophenschutzeinheiten, den in Kaiserslautern ansässigen Hilfsorganisationen, wie folgt gestellt:
- Arbeiter-Samariter-Bund: 1 SEG-Sanitätsdienst,  1 SEG-Betreuung
- Deutsches Rotes Kreuz: 1 SEG-Sanitätsdienst, 1 SEG-Betreuung, 1 SEG-Versorgung
- Malteser Hilfsdienst: 1 SEG-Versorgung.

Geführt werden die Schnelleinsatzgruppen durch einen Leitenden Notarzt (LNA) und einen Organisatorischen Leiter (OrgL).
Weitere Unterstützung erhält die Stadt Kaiserslautern durch die Gruppe der Notfallseelsorger (NFS), die bei Unfällen und größeren Schadensereignissen alarmiert wird und wertvolle Hilfe leistet.

## Feuerwache
Die Kaiserslauterer Feuerwache besteht aus drei Fahrzeughallen, wobei das Hauptgebäude die erste Fahrzeughalle enthält. Außerdem befinden sich hier die Ruhe- und Arbeitsräume des Einsatzpersonals, der Verwaltungstrakt, mehrere Werkstätten, eine Atemschutzübungsanlage, Ausbildungsräume und ein Materiallager. In der zweiten Fahrzeughalle sind Kfz-Werkstatt, eine Möglichkeit die Einsatzfahrzeuge zu waschen und ein Großteil der Fahrzeuge untergebracht. Die Fahrzeughalle 3 ist ein Großteil Materiallager in dem beispielsweise Schaummittel und Ölbindemittel gelagert werden.

## Weitere Feuerwehren
Neben der Feuerwehr Kaiserslautern gibt es in Kaiserslautern noch weitere nicht öffentliche Feuerwehren. Diese gehören nicht der Feuerwehr Kaiserslautern an und werden hier nur der Vollständigkeit halber genannt:

### Feuerwehr der US-Militärverwaltung
Kaiserslautern hat etwa 20.000 US-amerikanische Bürger, sowie mehrere Kasernen des US-Militärs. Um den Brandschutz für diese sicherzustellen, existiert in Kaiserslautern eine amerikanische Feuerwehr, die insgesamt sechs Feuerwachen im Raum Kaiserslautern betreibt, von denen zwei im Gebiet der Stadt Kaiserslautern liegen (eine in der Vogelweh Housing Area und eine am östlichen, von Neustadt/Weinstraße kommenden Stadteingang).

### Werkfeuerwehr Stellantis
Im Kaiserslauterer Werk von Stellantis (ehemaliges Opel-Werk) wird der Brandschutz mit einer Werkfeuerwehr sichergestellt.